# 37 TCN
Năm 37 TCN là một năm trong lịch Julius. 

## Mất
- Thượng Quan hoàng hậu
- Hiếu Chiêu Thượng Quan hoàng hậu